# بيتر كراوس (عداء سريع)
بيتر كراوس (بالألمانية: Peter Kraus)‏ هو عداء سريع ألماني، ولد في 17 يوليو 1932.

## وصلات خارجية
- بيتر كراوس على موقع أوليمبيديا (الإنجليزية)